# Nanna (Gott)
Nanna, auch Nannar, (akkadisch Su'en, assyrisch/babylonisch Sin, elamisch Nannara) ist der Name des sumerischen Mondgottes. Das akkadische Äquivalent ist der Mondgott Sin. Sein Hauptheiligtum stand in Ur, dementsprechend gilt er auch als Stadtgott von Ur. In der Genealogie ist er der Sohn des Enlil und der Ninlil. Seine Gattin ist Ningal, seine Kinder sind unter anderem der Sonnengott Utu, Inanna und der Wettergott Adad.

## Etymologie
Die ursprüngliche Bedeutung ist unklar. Die sumerische Schreibung DINGIRŠEŠ.KI mit der Lesung na-an-na entstammt der logographischen Form DINGIRU4.SAKAR und syllabisch ni-in-ni von ID DINGIRNanna-gu-gal sowie IDA.ŠA.-DINGIRNanna.
Die gelegentliche Nebenform Nannar entspringt der Schreibung DINGIRNanna-ar DINGIRSu'en-e und hängt mit dem akkadischen Begriff na-an-na-ru zusammen mit der Bedeutung Leuchte. Später dient DINGIRNANNA als Logogramm für Nannaru. In den ältesten erhaltenen Texten aus Ur und Uruk erscheint die Form DINGIRLAK32.NA.

## Erscheinungsform
Seine Residenz ist die aus dem 3. Jahrtausend v. Chr. noch gut erhaltene Zikkurat von Ur, der Tempel Ekišnugal. Hohepriesterin des Nanna war in der Regel die Tochter des sumerischen Herrschers von Ur. Die Erscheinungsformen waren vielfältig und wechselten im Laufe der Zeit. In Mesopotamien erscheint die Mondsichel waagerecht am Firmament. Als Mondsichel wurden Deutungen als Hörner eines Stieres oder als Bogen vorgeschlagen. Der tatsächliche mythologische Hintergrund bleibt jedoch unklar.
In der Ur-III-Zeit symbolisierten den Mondgott das hölzerne Wagenrad, ein Trog, eine halbe Krone und die Niere. Die gewöhnliche ursprüngliche Ableitung als doppelt liegende Mondsichel für die wachsende Frucht, das Auge oder das Rundboot (akkadisch quppu) gilt als wahrscheinlich. Noch heute wird im Irak die Mondsichel mit dem Rundboot verglichen.
Ein spätakkadischer Mythos versucht mithilfe der Figur Suen eine Mondfinsternis zu erklären: die Götter Sin, Ischtar und Šamaš versuchen, Anteil an der Macht des Gottes Anu zu erlangen. Dieser sendet daraufhin seine Kinder, die Siebengottheit gegen Sin aus, die diesen umzingeln und blockieren. Erst durch das Eingreifen Enkis wird er befreit.

## Nanna als Gleichsetzung in anderen Kulturen
Nanna/Sin entspricht der Gottheit Kušuḫ bei den Hurritern und Jarich bei den Ugaritern. Bei den Hethitern und Luwiern hieß der Mondgott Arma. In Keilschrift wird er aufgrund des 30-tägigen Mondmonats mit dem Zeichen für 30 wiedergegeben.